# Le Breuil, Allier
Le Breuil là một xã ở tỉnh Allier thuộc miền trung nước Pháp.